# 阿爾哈姆拉塔
阿爾哈姆拉塔（Al Hamra Tower）為科威特首都科威特城的摩天大樓，楼高77層（412米），總樓面面積逾19萬平方米，為科威特最高的大廈，亦是世界上最高的雕刻塔樓建築物。投資金額達5億美元，於2004年動工，於2011年竣工。
该塔被“时代”杂志列入2011年最佳发明名单。